# Katie Mulkay
Katie Nichole Mulkay (ur. 4 lipca 2000) – kanadyjska zapaśniczka walcząca w stylu wolnym.
Brązowa medalistka mistrzostw panamerykańskich w 2023 i 2024. Wygrała igrzyska frankofońskie w 2023. Trzecia na mistrzostwach panamerykańskich kadetów w 2019 roku.
Zawodniczka Bev Facey High School z Sherwood Park i University of Alberta.